# Ethel Wright
Pour les articles homonymes, voir Wright.
Ethel Wright est une actrice et professeure américaine née le 24 juillet 1884 à Mineral Point (Wisconsin) (États-Unis), et morte le 7 novembre 1958 au New Jersey (États-Unis).

## Filmographie sélective
- 1912 : The Cry of the Children de George Nichols
- 1919 : Bolshevism on Trial (en) de Harley Knoles
- 1924 : The Enchanted Cottage de John S. Robertson